# نقاش سنان بیگ
نقاش سنان بیگ یکی از نقاشان دربارعثمانی در قرن ۱۵بود. او و شاگردش احمد شبلیزاده تخصص در نقاشی پرتره از سلاطین عثمانی داشتند. آنها به خاطر استفاده از تکنیکهای اروپایی در نقاشی، مانند سایه زدن و پرسپکتیو شناخته شده‌اند.
علاوه بر هنرمندان دورهٔ رنسانس که محمد فاتح از ایتالیا به کشور عثمانی فراخواند، نقاش سنان بیگ، یکی از هنرمندان نگارگری عثمانی در آن زمان نیز تصمیم گرفت که به ایتالیا برود. سنان بیگ با پاولو، یکی از استادان نقاشی در ایتالیا همکاری کرد. سنان بیگ هنگام بازگشت تحت تأثیر نقاشی ایتالیایی قرار گرفت و پرتره‌ای را به تصویر کشید که فاتح را با بوی گل‌های رز نشان می‌داد. تأثیر نقاشی ایتالیایی در این اثر سینان بیگ دیده می‌شد.